# Sphinctus tobiasi
Sphinctus tobiasi är en stekelart som beskrevs av Dmitriy R. Kasparyan 1992. Sphinctus tobiasi ingår i släktet Sphinctus och familjen brokparasitsteklar. Inga underarter finns listade i Catalogue of Life.